# 시나노마루
시나노마루(信濃丸)는 일본우선의 화객선이다. 화객선으로 러일 전쟁 시 가장순양함으로 순찰 중에 발틱 함대를 발견하고 쓰시마 해전에서 일본 제국 해군의 승리에 공헌한 선박으로 알려졌다.

## 건조
시나노마루는 일본우선의 시애틀 항로용 화객선으로 1900년 4월 영국 글래스고의 데이비드 윌리엄 헨더슨 사에서 준공되었다. 당초 시나노마루는 미쓰비시 중공업의 나가사키 조선소에서 건조될 예정이었지만, 먼저 건조하고 있던 히타치마루(일본우선, 6,172톤) 건조 시에 문제가 발생하여 준공이 9개월 늦었기 때문에 건조 일정에 차질을 빚어 헨더슨 사에 발주되게 되었다. 히타치마루의 준공 지연에 따라 시나노마루 건조를 외주로 전환하는 등으로 인한 막대한 비용은 모든 미쓰비시가 지불했다. 준공 후 예정대로 시애틀 항로에 취항했고, 1903년에는 나가이 가후가 이 배를 타고 미국으로 갔다.

## 러일 전쟁
1904년 2월 6일, 러일 전쟁이 발발했다. 시나노마루는 먼저 육군 어용선으로 징용되었고, 같은 해 12월에는 징용 해제가 되었다. 이듬해 1905년 3월 15일 시나노마루는 해군에 징용되어 구레 진수부 소속의 가장순양함으로 정비되었다. 4월이 되면서 시나노마루는 요함과 함께 쓰시마섬 오자키만으로 이동하여 쓰시마 해협의 초계를 담당했다.
5월 27일 오전 2시 45분, 시나노마루는 고토 열도 시라세 서쪽 40해리 지점을 북동 방향으로 항해하던 중, 좌현 쪽에서 나란히 항행하는 한 척의 증기선을 발견했다. 잠시 관찰하니 이 기선이 뒷쪽 돛에 ‘흰색, 붉은색, 백색’의 신호등을 내걸고 있었다. 때마침, 동쪽에서 달이 나왔고, 시나노마루에서 보기 힘든 상태였으므로, 시나노마루는 서쪽으로 진로를 바꾸어 기선 좌현 쪽으로 나갔다. 4시 30분이 되자 기선에 다가가 상대는 ‘가장순양함’이라고 짐작했지만, 병장기가 눈에 띄지 않았기 때문에 병원선일 것으로 추정했다. 그러던 중에 상대가 신호를 주고받고 있었기 때문에, 근처에 다른 함선이 있다고 판단했다. 시나노마루는 감시를 철저히 하면서 기선에 정선 명령을 내리려고 하던 그 때, 뱃머리 좌현 방향으로 수십 척의 함정과 몇 조의 연기를 발견했다. 시나노마루는 병원선 오룔(4,500톤)에 접근하여 오룔의 좌현 쪽으로 돌아선 결과 오룔와 발틱 함대의 열 사이에 비집고 들어가 있었던 것이다. 이때가 바로 4시 45분, 시나노마루는 즉시 방향타를 돌려 전속력으로 대피 기동했다. 동시에 상로크식 무선기를 통해 “적함이 보인다”(敵艦見ユ)라고 알려진 통보를 보냈다. 그 후에도 6시 이후에 순양함 이즈미에게 인계할 때까지 접촉을 계속하여, 발틱 함대가 확실히 쓰시마 해협을 목표로 하고 있는 것을 확인했다. 또한 함장은 발틱 함대에서 전파 방해를 받았다고 보고했었지만, 러시아 측은 시나노마루를 몰랐다고 한다. 이즈미에 접촉 임무를 맡긴 뒤 시나노마루는 미국 상선을 검문했다. 저녁에 가장순양함 타이난마루(台南丸, 오사카 상선, 3,176 톤)와 합류하여 쓰시마 해협의 초계를 계속했다.

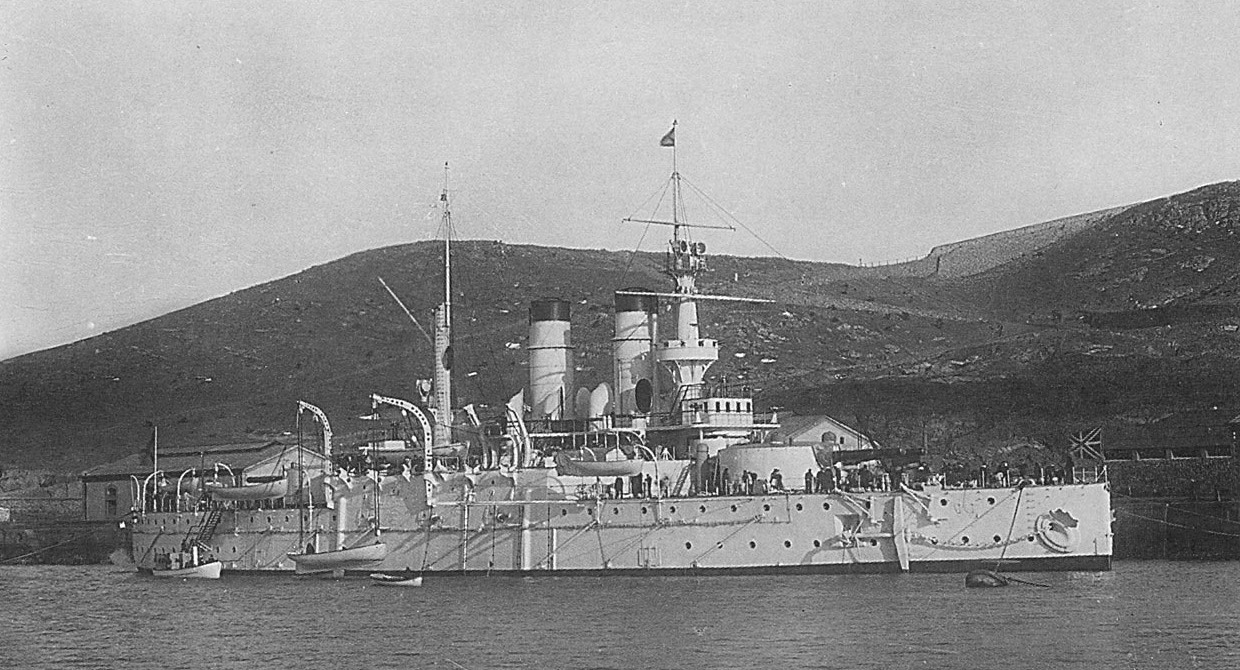
여순항의 시소이 벨리키

다음 날 5월 28일 시나노마루와 타이난마루는 가장순양함 하치만마루(八幡丸, 일본우선, 3,818톤)와 합류해 3척으로 오키노시마 섬 북쪽 해상에서 초계를 실시했다. 6시를 지났을 무렵, 시나노마루의 좌현 전방에 전함과 구축함이 있는 것을 발견했다. 구축함은 도주를 했지만, 하치만마루가 이것을 추적했다. 시나노마루와 타이난마루는 전투 배치를 명하고 전함으로 접근했다. 전함은 전날 쓰시마 해전에서 손상된 해방전함 시소이 벨리키였고, 전투 의향은 전혀 없었으며, 단지 구조를 요청할 뿐이었다. 시나노마루가 시소이 벨리키에 항복 여부 신호를 보내자 항복을 인정하는 신호를 보내 왔기 때문에, 시나노마루는 즉시 포획반을 시소이 벨리키에 탑승시켜 군함기를 게양하고 일단은 포획에 성공했다. 그러나 시소이 벨리키는 전면부가 서서히 침몰 시작했고, 견인도 시도했지만 어려움을 겪으며, 시나노마루와 타이난마루는 되돌아 온 하치만마루와 함께 시소이벨리키 승무원의 구조에 나섰다. 시소이 벨리키에 우선 게양한 군함기도 철거되었다. 시소이 벨리키는 11시 5분에 쓰시마 가라사키(韓崎)의 동쪽 해상에서 침몰했다.
6월 14일, 시나노마루는 가장순양함로서의 역할은 마쳤고, 6월 26일에 징용 해제가 되었다.

## 이후
시나노마루는 징용이 해제되면서 시애틀 항로로 복귀했다. 1903년에는 나가이 가후가 이 배를 타고 미국으로 건너갔다. 이후 고베-지룽(타이완 북쪽) 간 항로로 전환 1913년 쑨원이 이 배를 타고 일본에 망명했다. 1923년에 일본우선 근해 항로 부문이 독립하여 ‘근해우선’이 설립되어 고베-지룽 간 항로도 근해우선으로 상속되었다. 시나노마루도 이적하여 계속 고베-지룽 항로에 취항했다.
1929년에 북진기선에 시나노마루를 판매하게 된다. 그 후, 1930년에 ‘일노어업’(日魯漁業, 현 니치로 주식회사)에, 1932년에 북양어업(北洋漁業)에 재판매되어 연어, 송어 가공선과 북양어업의 모선으로 활용되었다. ‘태평양어업’ 시대에는 그 당시 태평양어업에 재적하고 있던 가사토마루(笠戸丸, 6,209톤) 등으로 선단을 구성하여 캄차카반도 방면 등에서 조업하고 있었지만, 종종 소련 측으로부터 영해 침범 혐의를 가할 때도 있었다.
태평양 전쟁 때는 수송선으로 활약했다. (가사토마루는 계속 어업에 종사했다). 그러나 육군 군인으로 승선했던 만화가 미즈키 시게루의 증언에 의하면 이 무렵 시나노마루는 만지면 선체 철판이 떨어져 나갈 정도로 노후화가 진행되고 있었다고 한다. “떠 있는 것이 신기하다”, “어뢰가 배 밑바닥을 통과하는 것만으로도 침몰한다”"라는 야유를 받을 정도였지만 무사히 전쟁에서 살아남았다. 그 동안 1943년에 태평양어업이 일노산업에 합병되었기 때문에, 시나노마루는 다시 일노산업에 적을 두게 되었다. (그후 회사의 북양모선식 연어, 송어잡이 모선에 ‘시나노마루’의 이름은 이어졌다. 북양모선식 연어, 송어잡이 모선 특히 선내에서 최종 제품인 연어통조림 제조까지 한 가공선이었으며, 이름을 이어받은 것 외에는 기본적으로 무관하다)
전후 인양선으로 사용되어 주로 시베리아 등에서의 귀환자 수송에 투입되었으며, 쇼헤이 오오카(소설가, 문학가)도 이 배를 타고 귀환했다. 1951년에 선적을 해제하고 고철용으로 판매되어 해체되었다. 러일 전쟁, 태평양 전쟁에서 두 번에 걸쳐 징용되었지만, 침몰하지 않았기 때문에, 운이 좋은 배였다고 할 수 있다.

## 참고 자료
- Corbett, J. S. (1994 reprint). Maritime operations in the Russo-Japanese War, 1904-1905. Naval Institute Press. ISBN 1-55750-129-7.
- Wilson, H. W. (1999) [1969]. 《Battleships in Action》. 개정판. Scholarly Press. ISBN 0-85177-642-6.
- 해군역사보존회『일본해군사』 제10권, 第一法規出版, 1995년
- 船舶技術協会『船の科学』1992년 1월호 제45권 제1호
- 日本郵船株式会社『七つの海で1세기 日本郵船 창업100주년 기념회 선박사진전』1985년